# Manoir-ferme bressan de Sagy
Le manoir-ferme bressan de Sagy est un manoir situé sur le territoire de la commune de Sagy dans le département français de Saône-et-Loire et la région Bourgogne-Franche-Comté.

## Historique
Il fait l'objet d'une inscription au titre des monuments historiques depuis le 7 décembre 1970.